# ペランバルール
ペランバルール（பெரம்பலூர்；Perambalur）は、インド南部のタミル・ナードゥ州にある都市。ペランバルール県の県庁所在地であり、同県ペランバルール郡の中心都市である。

## 地理
北緯： 11° 13' 60 　／　東経： 78° 52' 60 
- 県外
  - チェンナイまで 264km
  - ティルッチラーッパッリまで 55km
  - マドゥライまで 186km
  - コーヤンブットゥールまで 258km
  - カンニヤークマリまで 425km

## 政治
ペランバルールでは、2001年の州議会議員選挙ではAIADMKのP・ラージャレティナムが当選したが、2006年の州議会議員選挙ではDMKのM・ラージャクマーランが当選した。